# 5222 Ioffe
Az 5222 Ioffe (ideiglenes jelöléssel 1980 TL13) a Naprendszer kisbolygóövében található aszteroida. Nyikolaj Sztyepanovics Csernih fedezte fel 1980. október 11-én.